# Накацу
Накацу (яп. 中津市) — місто в Японії, у префектурі Ойта.

## Економіка
У Накацу знаходиться виробничий майданчик Mitsubishi. На заводі випускаються автомобільні трансмісії і шестерні, відбувається фінішне виготовлення автомобілів і автобусів Mitsubishi Fuso, на які встановлюються двигуни.

## Клімат
Клімат у місті помірно теплий. Середня температура повітря в Оіта є 16.2 °C. У рік випадає близько 1728 мм опадів, навіть у посушливий період йдуть частот дощі.

## Відомі люди

### Уродженці
- Кавано Дзюндзі (* 1945) — японський футболіст.
- Фуюмі Оно (* 1960) — японська письменниця.